# ماریو بونوتی
ماریو بونوتی (ایتالیایی: Mario Bonotti) یک تدوین‌گر اهل ایتالیا است.
از فیلم‌ها یا مجموعه‌های تلویزیونی که وی در آن‌ها نقش داشته‌است می‌توان به پیراهن سیاه، مادالنا، نمره اخلاق صفر، بچه‌ها نگاهمان می‌کنند، راهزن، روشنایی‌های واریته و آیدا اشاره نمود.